# ميسيو بروبر
السيد نظيفة (أو السيد صافي في كيبيك، السيد سليم في والونيا، مستر نظيفة إلى الولايات المتحدة، مايستر السليم في ألمانيا، لا ليمبيو في إسبانيا أو ليندو ماسترو في إيطاليا) هو شخصية خيالية، المتكررة البطل في سلسلة من منتجات التنظيف شركة بروكتر وغامبل

## التاريخ
العلامة التجارية أطلق في عام 1958 في الولايات المتحدة بهدف {{استشهاد}}: استشهاد فارغ! (مساعدة)وفقا ميشيل جيلبرت، رئيس الاتصالات التجارية في وكالة ليو بيرنت باريس. حتى قبل أن صيغة المنتج تم تصميم، بروكتر وغامبل طلبت الوكالة تاثام-ليرد-Kudner لتعكس صورة مستر نظيفة ، أو رجل مع  {{استشهاد}}: استشهاد فارغ! (مساعدة). قبل عام 1970 ، السيد نظيفة ارتدى لحية شقراء.
المطهر إطلاقها في عام 1966 في فرنسا، منافس من العلامات التجارية اياكس (العلامة التجارية) ، وتسويقها من قبل كولجيت-بالموليف. ومن ثم أنتجت في مصنع البؤساء من المجموعة.
الصيغة الأصلية، اللون الأخضر، كان أساس منالأمونيا وهذا الواقع لا يعفي رائحة طيبة؛ محلها «الليمون الطازج» الذي يسمح العلامة التجارية لتعزيز مبيعاتها ; هذه الصيغة الجديدة يتم إطلاقها عالميا في عام 1972 من فرنسا  {{استشهاد}}: استشهاد فارغ! (مساعدة)). شعار العلامة التجارية الفرنسية يصبح:  {{استشهاد}}: استشهاد فارغ! (مساعدة) ؛ العلامة التجارية أصبحت في عام 1980 قائد القطاع في فرنسا مع ثلث حصة السوق، المكان الذي سوف تحتل لها لمدة 18 عاما قبل أن تعود إلى خلف أياكس. أولا المتاح يتم إطلاقها في عام 1999.
الغسيل السيد نظيفة أطلقت في عام 2004 في مسحوق والسائلة جرعات ولكن تم القبض عليه في عام 2006 من أجل عدم النجاح.
ملامح صورة السيد نظيفة خففت في أواخر 1970s وجسمها أرق. في عام 2011، ذراعيها للمرة الأولى مباشرة على الإعلان ممثل. صفحة على Facebook حتى فتح في اسمه.

## منتجات العلامة التجارية
- سائل التنظيف
- مناديل